# Llyn Padarn
Le Llyn Padarn est un lac situé dans la région du Gwynedd au nord du Pays de Galles. D'une longueur de 3,2 km, il est l'un des plus grands lacs naturels gallois.

## Traduction
- (en) Cet article est partiellement ou en totalité issu de l’article de Wikipédia en anglais intitulé « Llyn Padarn » (voir la liste des auteurs).